# Sindaci di Monghidoro
Di seguito l'elenco cronologico dei sindaci di Monghidoro e delle altre figure apicali equivalenti che si sono succedute nel corso della storia.

## Periodo napoleonico e pontificio
| Periodo | Periodo | Primo cittadino           | Partito | Carica                    | Note |
| ------- | ------- | ------------------------- | ------- | ------------------------- | ---- |
| 1797    | 1798    | Domenico Antonio Bacialli |         | Municipalista             |      |
| 1798    |         | Vincenzo Vecchi           |         | Municipalista provvisorio |      |
| 1798    | 1798    | Antonio Caselli           |         | Municipalista             |      |
| 1804    |         | Felice Mezzini            |         | Municipalista             |      |
| 1814    |         | Pietro Fabbri             |         | Sindaco                   |      |
| 1822    | 1826    | Vittorio Ascani           |         | Gonfaloniere              |      |
| 1830    |         | Mauro Naldi               |         | Priore                    |      |
| 1834    |         | Domenico Naldi            |         | Priore                    |      |
| 1855    |         | Pietro Masetti            |         | Priore                    |      |
| 1857    |         | Pietro Rossetti           |         | Priore                    |      |

## Regno d'Italia (1861-1946)
| Periodo | Periodo | Primo cittadino     | Partito | Carica                  | Note |
| ------- | ------- | ------------------- | ------- | ----------------------- | ---- |
| 1859    |         | Giuseppe Pennoni    |         | Sindaco                 |      |
| 1866    | 1871    | Francesco Zanini    |         | Sindaco                 |      |
| 1872    | 1880    | Vittorio Ferretti   |         | Sindaco                 |      |
| 1881    | 1885    | Vincenzo Naldi      |         | Sindaco                 |      |
| 1890    | 1900    | Demetrio Francia    |         | Sindaco                 |      |
| 1901    | 1916    | Pietro Campari      |         | Sindaco                 |      |
| 1917    |         | Clemente Delvecchio |         | Commissario prefettizio |      |
| 1918    |         | Antonio Zardini     |         | Commissario prefettizio |      |
| 1919    | 1921    | Adolfo Bellini      |         | Regio commissario       |      |
| 1922    | 1923    | Venturino Naldi     |         | Regio commissario       |      |
| 1924    |         | Carlo Araldi        |         | Commissario prefettizio |      |
| 1925    | 1926    | Francesco Francia   |         | Commissario prefettizio |      |
| 1927    | 1933    | Gherardo Lanzoni    |         | Podestà                 |      |
| 1934    | 1938    | Giuseppe Prati      |         | Podestà                 |      |
| 1939    |         | Giuseppe Prati      |         | Commissario prefettizio |      |
| 1940    | 1941    | Silvestro Ruggeri   |         | Podestà                 |      |
| 1942    | 1943    | Emilio Menetti      |         | Commissario prefettizio |      |
| 1944    |         | Mario Fuligni       |         | Commissario prefettizio |      |
| 1945    |         | Otello Musolesi     |         | Sindaco                 |      |

## Repubblica Italiana (dal 1946)
| Sindaci eletti dal Consiglio comunale (1946-1995)    | Sindaci eletti dal Consiglio comunale (1946-1995) | Sindaci eletti dal Consiglio comunale (1946-1995)             | Sindaci eletti dal Consiglio comunale (1946-1995) | Sindaci eletti dal Consiglio comunale (1946-1995) | Sindaci eletti dal Consiglio comunale (1946-1995) |
| Nominativo                                           | Partito                                           | Partito                                                       | Mandato                                           | Mandato                                           | Elezioni                                          |
| Nominativo                                           | Partito                                           | Partito                                                       | Inizio                                            | Fine                                              | Elezioni                                          |
| ---------------------------------------------------- | ------------------------------------------------- | ------------------------------------------------------------- | ------------------------------------------------- | ------------------------------------------------- | ------------------------------------------------- |
| Corrado Lanzoni                                      |                                                   | Partito Socialista Italiano                                   | 1946                                              | 1951                                              | 1946                                              |
| Abramo Tedeschi                                      |                                                   | Democrazia Cristiana                                          | 1951                                              | 1956                                              | 1951                                              |
| Clemente Mezzini                                     |                                                   | Democrazia Cristiana                                          | 1956                                              | 1960                                              | 1956                                              |
| Clemente Mezzini                                     | 1960                                              | Democrazia Cristiana                                          | 1965                                              | 1960                                              |                                                   |
| Clemente Mezzini                                     | 1965                                              | Democrazia Cristiana                                          | 1969                                              | 1965                                              |                                                   |
| Giuseppe Serrantoni                                  |                                                   | Democrazia Cristiana                                          | 1970                                              | 1975                                              | 1970                                              |
| Giuseppe Serrantoni                                  | 1975                                              | Democrazia Cristiana                                          | 1980                                              | 1975                                              |                                                   |
| Giuseppe Menetti                                     |                                                   | Democrazia Cristiana                                          | 1980                                              | 1985                                              | 1980                                              |
| Giuseppe Menetti                                     | 19 luglio 1985                                    | Democrazia Cristiana                                          | 8 giugno 1990                                     | 1985                                              |                                                   |
| Arnaldo Naldi                                        |                                                   | Partito Comunista Italiano Partito Democratico della Sinistra | 8 giugno 1990                                     | 24 aprile 1995                                    | 1990                                              |
| Sindaci eletti direttamente dai cittadini (dal 1995) |                                                   |                                                               |                                                   |                                                   |                                                   |
| Nominativo                                           | Partito                                           | Partito                                                       | Mandato                                           | Mandato                                           | Elezioni                                          |
| Nominativo                                           | Partito                                           | Partito                                                       | Inizio                                            | Fine                                              | Elezioni                                          |
| Ubaldo Salomoni                                      |                                                   | Forza Italia                                                  | 24 aprile 1995                                    | 14 giugno 1999                                    | 1995                                              |
| Ubaldo Salomoni                                      | 14 giugno 1999                                    | Forza Italia                                                  | 10 luglio 2000                                    | 1999                                              |                                                   |
| Marino Lorenzini                                     |                                                   | lista civica                                                  | 14 maggio 2001                                    | 30 maggio 2006                                    | 2001                                              |
| Marino Lorenzini                                     | 30 maggio 2006                                    | lista civica                                                  | 16 maggio 2011                                    | 2006                                              |                                                   |
| Alessandro Ferretti                                  |                                                   | lista civica                                                  | 16 maggio 2011                                    | 5 giugno 2016                                     | 2011                                              |
| Barbara Panzacchi                                    |                                                   | lista civica Passione comune                                  | 6 giugno 2016                                     | 4 ottobre 2021                                    | 2016                                              |
| Barbara Panzacchi                                    | 4 ottobre 2021                                    | lista civica Passione comune                                  | in carica                                         | 2021                                              |                                                   |